# 戴斯蒙·邁爾斯
戴斯蒙·邁爾斯（Desmond Miles），是一名虛構的人物，是電子遊戲《刺客教條系列》前五部正式作品主線劇情中的主要角色。
他是多位生活在不同時期的刺客（包括阿奎卢斯、阿泰尔、埃齊歐·奧迪托雷、爱德华·肯威、拉顿哈给顿等）的后裔。该角色由诺兰·诺斯配音，角色相貌原型为加拿大时装模特弗朗西斯科·兰德兹。

## 戴斯蒙的家系
戴斯蒙被Abstergo盯上，是因為他是歷史上多位曾持有特定伊甸碎片，如伊甸蘋果的刺客大師的後裔，如阿泰爾、埃奇歐、拉頓哈給頓（康納）等。
已知戴斯蒙是埃奇歐、拉頓哈給頓（康納）的後裔，而戴斯蒙的母系家族則是阿泰爾的後裔。

## 生平

### 《刺客教條》
戴斯蒙德生活在纽约并有一份调酒师的工作。为了隐藏自己的身份，他使用假名并且只用现金消费以保护自己。然而，他最终还是被Abstergo公司找到并抓捕。刚进入Abstergo的设施，他就被强迫进入了Animus，一台可以让他在沃伦·韦迪克博士和露西·斯蒂尔曼博士的监视下重温存储在自己DNA中的祖先记忆的机器。这两位科学家解释说他们正在寻找戴斯蒙德的祖先——特别是阿泰尔——的记忆，却拒绝透露更具体的信息。 别无选择的戴斯蒙德只能勉强同意提供帮助。
在找到韦迪克博士所需要的信息后，Abstergo的管理人员下令杀死戴斯蒙德。露西则劝说韦迪克在确定戴斯蒙没有更多用处前留他一命从而救了戴斯蒙德。回到房间之后， 戴斯蒙德触发了“出血效应”，这一使用Animus之后的副作用带给了他阿泰尔的“鹰眼”能力。这项能力让他可以直接通过视觉辨明敌友，也让他看到了由另一个Animus的实验体，露西和韦迪克偶尔提及的“16号实验体”用自己的血液留在墙壁和地板上的信息。

### 《刺客教條II》
露西其实是一名潜伏在Abstergo的刺客，而戴斯蒙德在她的帮助下逃离了Abstergo公司。戴斯蒙德被带到了刺客组织的一个藏身处，并且在露西以及她的刺客小队成员肖恩·黑斯廷斯和丽贝卡·克莱恩的监视下进入了Animus2.0。刺客们希望利用“出血效应”将戴斯蒙德在短时间内训练成一名刺客。戴斯蒙德读取了自己文艺复兴时代的祖先艾吉奥·奥迪托雷·达·佛罗伦萨的记忆。
在成功读取埃奇歐早期的部分记忆后，戴斯蒙德被从Animus中唤醒，这是为了避免曾经在16号实验体身上出现过的因在Animus中停留时间过长而引发的精神衰弱发生在戴斯蒙德身上。
被唤醒之后不久，戴斯蒙德就在Animus之外进入了阿泰尔的一段回忆。戴斯蒙德以阿泰尔的视角经历了一次与阿泰尔的爱人，曾被圣殿骑士罗贝尔·德·萨布莱派遣作为诱饵的前圣殿骑士玛利亚·索普的幽会。然而在阿泰尔离开后，戴斯蒙德的意识并没有随着他离开，而是留在了玛丽亚身上并且进入了她的子宫，这意味着阿泰尔的孩子——戴斯蒙德的又一位祖先——即将受精而成为胚胎。
在Animus2.0 中训练了更长时间后，戴斯蒙德开始适应自己的新技能，变得更加敏捷并可以熟练地使用埃奇歐曾掌握过的武器。而戴斯蒙德读取到的最后一段埃奇歐的记忆令人惊讶。在埃奇歐记忆中西斯廷教堂的地下室裡，一名以全息投影形式出现的女神（后被证实为史前文明“先行者”成员）弥涅尔瓦看向了戴斯蒙德，还叫出了他的名字，并警告他说地球上即将发生一场足以摧毁所有生命的灾难。就在这时，Abstergo派出的人手闯入了刺客们的藏身处，戴斯蒙德因此被从Animus中唤醒，在几人打倒了Abstergo的追兵之后，这个刺客小队开始了逃亡。在确信埃奇歐身上会有更多线索，而16号实验体或许也可以提供更多信息之后，戴斯蒙德在离开的车上继续了自己在Animus中的旅程。

### 《刺客教條：兄弟會》
戴斯蒙德，露西，丽贝卡和肖恩抵达了蒙特里焦尼，在那里，他们在曾经的奥迪托雷家族（即埃奇歐的家族）宅邸的密室中建立了一个藏身点，在那里，戴斯蒙德再次进入了Animus2.0，试图寻找埃奇歐曾经得到过的“金苹果”，一系列被称作“伊甸碎片”的神器之一。通过读取埃奇歐的记忆，刺客们知晓了金苹果被藏在罗马斗兽场的地下，于是一行人进入了那个地方。戴斯蒙德刚拿到苹果，另一位女神，与弥涅尔瓦同为上一世代文明“先行者”成员的朱诺，就通过苹果控制他刺杀了被证实已经被圣殿骑士策反为双面间谍的露西。戴斯蒙德因此触发了强烈的出血效应，自我意识混乱而陷入昏迷。威廉·迈尔斯与其他刺客们为了保护他的意识，将他再次放入了Animus。

### 《刺客教條：啟示錄》
在Animus 中，戴斯蒙德发现自己进入了一个黑色的空间，一个Animus 中的安全区。在这片黑色空间中有一个岛屿，而在这个“Animus之岛”上，戴斯蒙德遇见了16号实验体的意识——一段嵌入到Animus程序内的错误代码。16号实验体告诉他他现在的意识已经与阿泰尔和埃奇歐的意识混合在了一起，而现在戴斯蒙德必须找到一段连接着三者的意识的记忆以便将三者区分开来，从而进一步将自己唤醒。而在没有进入祖先记忆的情况下，戴斯蒙德可以在Animus之岛上听见他父亲，威廉·比尔·迈尔斯与肖恩·黑斯廷斯和丽贝卡·克莱恩之间的对话。在成功分离开三者记忆之后，这个安全区开始被Animus清除，而16号实验体选择了牺牲自己让戴斯蒙德恢复意识而不是让自己取代戴斯蒙德的意识。醒来以后，戴斯蒙德看见威廉三人围在自己周围，当威廉问起他的情况时，他说道：“我知道我们要做什么了。”
在那片黑色空间里，有五个戴斯蒙德谈及他过去生活以及如何被捕的记忆片段。在第一个记忆片段里，戴斯蒙德对自己从农场逃离感到后悔，并希望向父母道歉。而在第二和第三个片段里，戴斯蒙德回忆了自己早期在农场中的生活与接受的训练。他还回忆了自己16岁时从农场中逃脱的事情，先是跑到黑山，之后遇见了一个开车把他送到芝加哥的伊利诺斯州女孩，在到了伊利诺斯之后，他又去了纽约。第四个片段则是他在纽约当调酒师的回忆。最后一个片段中，25岁的戴斯蒙德被Abstergo发现并抓捕，这时，他因为没有重视父母的警告和培训，没有接受自己刺客的身份而感到了深深的后悔。

### 《刺客教條III》
戴斯蒙德从昏迷中醒来，而他因为在Animus 中待了太久而变得明显的消瘦与虚弱了许多。他必须在父亲和朋友的帮助下找到一枚开启圣殿的钥匙以阻止世界毁灭。在新型的Animus3.0中，戴斯蒙德开始读取了自己另一名祖先：一名在美国独立战争中积极活动的美洲原住民莫霍克族刺客，拉顿哈给顿（康纳）。在他成功同步了拉顿哈给顿的记忆并杀死沃伦·韦迪克和丹尼尔·克洛斯之后，他找到了那把钥匙。在打开大门之后，戴斯蒙德开始与朱诺交谈。此时弥涅尔瓦突然出现，警告戴斯蒙德如果按照朱诺的方法试图拯救世界，朱诺就可以得到“伊甸碎片”并控制所有人类，而世界将回到那个先行者们奴役人类的时代。
弥涅尔瓦警告戴斯蒙德，如果他听信朱诺的说法去触碰神殿中的基座，朱诺会被释放，但他自己会被毁灭，而这个世界将被从末日中保护下来。朱诺则向戴斯蒙德展示了如果他们待在神殿中而不去拯救世界的景象：人类的文明将会退化至史前时代，当时的人会把戴斯蒙德一行当作神来看待，而这个世界将会继续陷入由宗教与政治引发各种战争的循环。戴斯蒙德最终决定释放朱诺来拯救这个世界，并且相信人们最终会找到方法来与朱诺的控制斗争。在肖恩，丽贝卡和威廉离开神庙的时候，戴斯蒙德触摸了神殿中的基座，以自己的生命为代价释放了朱诺并拯救了世界。
根据游戏的首席设计师史蒂夫·马斯特斯的说法，戴斯蒙德的故事在《刺客信条III》中已经结束：“我们想为戴斯蒙德的故事画上句号，来真正的把你与他一起经历的事情放进回忆。”而创意总监吉恩·甘斯丹则说戴斯蒙德在刺客信条中是一个很重要的角色，并且他将在《刺客信条IV：黑旗》中有着重要地位。

### 《刺客教條IV：黑旗》
尽管戴斯蒙德已经死去了，依然对圣殿骑士与刺客双方都有着巨大的意义。在戴斯蒙死后不久，一个Abstergo的样品回收小组就把他的尸体回收并标记为「17号样本」。他的DNA 信息被储存于Abstergo娱乐公司（Abstergo工业公司的子公司）的服务器中，而那家公司的分析师雇员们则接到了读取17号样本的基因记忆副本并探寻他祖先的故事的任务。
其中一名分析师（玩家角色）的任务是读取与一名海盗，康纳的祖父爱德华·肯威有关的记忆，并从记忆中收集线索以找到通向观测所——一处先行者文明建立的，有一个先进的追踪设备和几份先行者文明血液样本的神庙。这才是Abstergo娱乐公司投资进行这一研究的真正原因，同时，他们也开始制作一部关于海盗黄金时代的影片。
而玩家所扮演的分析师则在这一过程中从Abstergo窃取了几份资料并交给刺客。其中有一些戴斯蒙德的录音，记录了戴斯蒙德在刚刚逃离农场时的纠结，他对自己命运的接受与他对父母的爱。而因为Abstergo已经掌握了让无血缘关系者读取基因记忆的技术，戴斯蒙德的一切记忆都被Abstergo获知了。

### 《刺客教條：梟雄》
在2015年，一个男孩被他的母亲带到一家开在纽约的Abstergo旗下的诊所。而经Abstergo研究发现, 这个男孩的父系基因与戴斯蒙德完全相同，这意味着他也许是戴斯蒙德从农场逃离之后在不为人所知的时候留下的后代。最重要的是，这个男孩还是一名圣者，一名生活在现代的第一文明成员。因为这些原因，一名Abstergo的研究员提出了绑架这个男孩并对他进行活体解剖的计划，然而另一名研究员伊莎贝尔·阿尔丹反对这一计划，她声称在那个男孩长大一些之后再绑架他并利用Animus研究他的血统将是更好的选择。

## 裝備和技能
裝備
袖劍
在《刺客教條Ⅱ》中，戴斯蒙所使用的袖劍是露西所給的，並在之後用來對抗Abstergo 的特工和極為諷刺的用來刺殺了作为双面间谍的露西。
伊甸碎片
伊甸蘋果
在《刺客教條：兄弟會》中，透過讀取先祖埃奇歐的記憶，戴斯蒙在羅馬得到了埃奇歐曾持有的伊甸蘋果。
在《刺客教條Ⅲ》中，在入侵Abstergo 羅馬分部拯救自己的父親威廉時使用過。
小刀
在《刺客教條Ⅲ》中，侵入Abstergo 羅馬分部時使用，此時的邁爾斯吸收了祖先康納的戰鬥風格，使他的戰鬥方式與康納極為相似。
手槍
在《刺客教條Ⅲ》中，刺殺丹尼爾後，戴斯蒙也拿走了他的手槍。
技能
戴斯蒙從小就接受刺客技藝的教育，雖然沒有完全學成，但他在被Abstergo 抓住前就已經學會扒竊與竊聽的技巧，同時擅長隱蔽身分，以假身分混跡在人群中。雖然他不小心使用了本名考取駕照這點被Abstergo 發現。
在逃离Abstergo的過程中，他從埃奇歐、拉頓哈給頓（康納）的記憶裡學會他們的戰鬥方式、跑酷本領與信仰之躍等技能，使他能成功地擊敗Abstergo 的特工，並在與丹尼爾的多次遭遇中成功將他擊倒，最後更刺殺了對方。
鷹眼視覺
在使用Animus 讀取先祖阿泰爾的記憶時，戴斯蒙從阿泰爾的記憶裡學會了如何使用鷹眼視覺的方式。

## 傳承和遺產
戴斯蒙是許多刺客大師，如阿泰爾、埃奇歐、康納等人的後裔，透過這些祖先的記憶，使阿布斯泰戈與刺客組織都先後掌握了先祖們所知或曾擁有的伊甸碎片的位置，也讓雙方都分別獲得了伊甸碎片。
而讀取這些記憶後，戴斯蒙知道了末日即將到來，為了拯救世界與人類，戴斯蒙最後犧牲了自己啟動了第一文明的防禦措施，成功阻止了世界末日。
戴斯蒙同時也擁有濃厚的先行者的血統，這使他可以使用伊甸碎片並不受其影響。
戴斯蒙死後，其遺體被阿布斯泰戈回收，他的基因圖組被上傳至雲端進行分析，使後來的Animus使用者都不需要擁有該人物的血緣即能讀取過去的刺客或聖殿騎士的記憶。

## 电影《刺客信条》
麥可·法斯賓達主演並參與制作了《刺客教條》电影，也是计划制作的《刺客信条系列》电影的第一作。 最初有法斯賓達将扮演戴斯蒙的消息，但育碧後來聲明法斯賓達将扮演一名全新的角色，卡倫·林區。

## 评价
戴斯蒙德·迈尔斯受到的评价褒贬不一，
 而这与他不甚平衡的角色形象与成长历程有关。 他被《Game Informer》杂志的读者们票选为00年代最伟大的二十名游戏角色之一，也被PSU.com评选为PS3上最糟糕的游戏角色之一。PSU的评价如下：“你在扮演戴斯蒙德时只能在两个时间段来回跳跃和用袖剑刺别人的脸，所以即使是受到普遍好评的诺兰·诺斯的配音也无法拯救这个游戏的无趣。”而Watchmojo则将戴斯蒙德排在“刺客信条十名最佳角色”的第十位，他们评价道：“戴斯蒙德的勇气与对他人的关心恒久闪耀，更不用说他为了全人类利益牺牲自己的精神了。”据配音演员诺兰·诺斯所说，最初的关于戴斯蒙德的计划是让他分别在六个游戏中学习他祖先的技巧，并最终成为可以任意穿越时间的“终极刺客”，而诺兰对这个概念是很感兴趣的，不幸的是这个想法最后被放弃了。除此之外，诺兰表示他个人认为戴斯蒙德是一个无趣的不知道前进的方向的主角。“一个一直遇到岔路口的人。”诺兰这样评价这名角色。